# SIAI-Marchetti S-205
Il SIAI-Marchetti S.205 è un aereo da turismo e diporto, monomotore, quadriposto, monoplano ad ala bassa, sviluppato dall'azienda aeronautica italiana SIAI-Marchetti nei primi anni sessanta.
Destinato al mercato dell'aviazione generale, volò per la prima volta nel 1965 e riscosse un buon successo commerciale. Dal progetto originale venne ricavata una variante destinata ad uso militare, indicata come S.208, adottata principalmente dall'Aeronautica Militare Italiana.

## Storia del progetto
Nei primi anni Sessanta la direzione commerciale della SIAI-Marchetti decise di avviare lo sviluppo di un modello destinato al mercato dell'aviazione da turismo e diporto, da affiancare al biposto Aermacchi SF-260 per integrarne la gamma.
L'ufficio tecnico, principalmente nella figura dell'allora capo progettista Alessandro Brena, iniziò un programma per lo sviluppo di un velivolo adatto allo scopo, l'S-205, un monomotore di costruzione metallica, monoplano ad ala bassa, con una cabina da 4 posti ed equipaggiato con un motore Lycoming IO-360-A1B6D da 200 CV.
Venne poi sviluppato il modello S.208, con motore da 260 CV, carrello d'atterraggio retrattile e 5 posti. Tra le versioni pianificate ma mai realizzate, ci furono la S.206 e S.210.
Il primo esemplare prodotto, un S.205-18F, volò nel febbraio del 1966 e le consegne iniziarono l'anno seguente. La produzione cessò nel 1975, ma dal 1977 al 1980 vennero prodotti altri 40 esemplari di S.205-20R per soddisfare un ordine emesso dall'Aero Club d'Italia.
Circa 65 cellule vennero trasportate negli Stati Uniti per essere assemblate a Syracuse (New York) dalla Waco Aircraft Company (WACO). Questi aerei furono Inizialmente commercializzati come WACO Sirrus (4 posti) e poi VELA S220 (5 posti); con la morte del Presidente dell'azienda, Mr. Berger, nessun altro S.205 venne assemblato negli USA.

## Impiego operativo
Nell'ambito di un programma di rinnovamento del suo parco velivoli leggeri, nel 1967 l'Aeronautica Militare decise di valutare l'opportunità di dotarsi dell'S.205 per impiegarlo come aereo da traino alianti, da assegnare alla Sezione di Volo a Vela basata presso l'Aeroporto di Guidonia, a Guidonia Montecelio. L'azienda ricevette l'ordine di fornitura per quattro esemplari di una versione ottimizzata su specifiche emesse dalla forza aerea italiana, indicata come S.205M da destinare a compiti di collegamento, traino alianti e addestramento al volo. Nel 1968 furono acquistati 25 esemplari di S.208M, più potenti e adatti ai compiti specifici richiesti dall'A.M. Successivamente le quattro macchine della versione S.205M furono convertite allo standard S.208M e furono acquistati altri 16 esemplari di S.208M, portando così il totale complessivo a 45 unità, assegnati anche ai Centri Addestramento Volo (CAV) delle tre Regioni Aeree, in seguito ridesignate 300º, 303º e 304º Gruppo, e poi, a partire dagli anni ottanta, alle Squadriglie Collegamenti degli Stormi.
La versione adottata dalla forza aerea italiana, indicata come S.208M, differiva da quella civile per la strumentazione di bordo modificata, due porte per il posto di pilotaggio, la possibilità di montare il gancio per il traino alianti e la mancanza dei serbatoi alle estremità alari.
Anche la forza aerea della Tunisia acquisì 4 esemplari della versione S.208A per l'addestramento primario.

## Versioni
- S.205: versione di base, monomotore metallico da 4 posti, offerta sia con il carrello fisso (versione F), che retrattile (versione R). Era offerto con tre differenti motorizzazioni:
  - S.205 F/R-18: con motore Avco Lycoming O-360
  - S.205 F/R-20: con motore Avco Lycoming -360-A1B6D
  - S.205 F/R-22: con motore Franklin6A-350C1
- S.206: versione da 6 posti, mai realizzata
- S.208A: variante a 5 posti con motore da 260 CV e carrello retrattile.
- S.208M: versione destinata all'Aeronautica Militare
- S.208AG: versione aereo agricolo ed aeroambulanza.
- S.210: versione bimotore, realizzati 2 esemplari

## Utilizzatori

### Militari
Italia
- Aeronautica Militare

4 S.205M acquistati nel 1967, seguiti nel 1968 da 25 S.208M, standard al quale furono portati anche i primi quattro esemplari, ed infine da ulteriori 16 S.208M portando il totale a 45 esemplari. 20 S.208M aggiornati nei primi anni duemila, due esemplari sono andati persi in una collisione in volo il 7 Marzo 2023.
 Tunisia
- Al-Quwwat al-Jawwiyya al-Jamahiriyya al-Tunisiyya

2 S.208A (al 1999 ne rimanevano in servizio 2 esemplari).

## Incidenti
Il 7 marzo 2023, dopo essere entrati in contatto durante un volo di addestramento nei cieli di Guidonia, sono precipitati 2 aerei S-208 del 60º stormo dell'Aeronautica Militare Italiana causando la morte dei due piloti.